# Salmã, o Persa

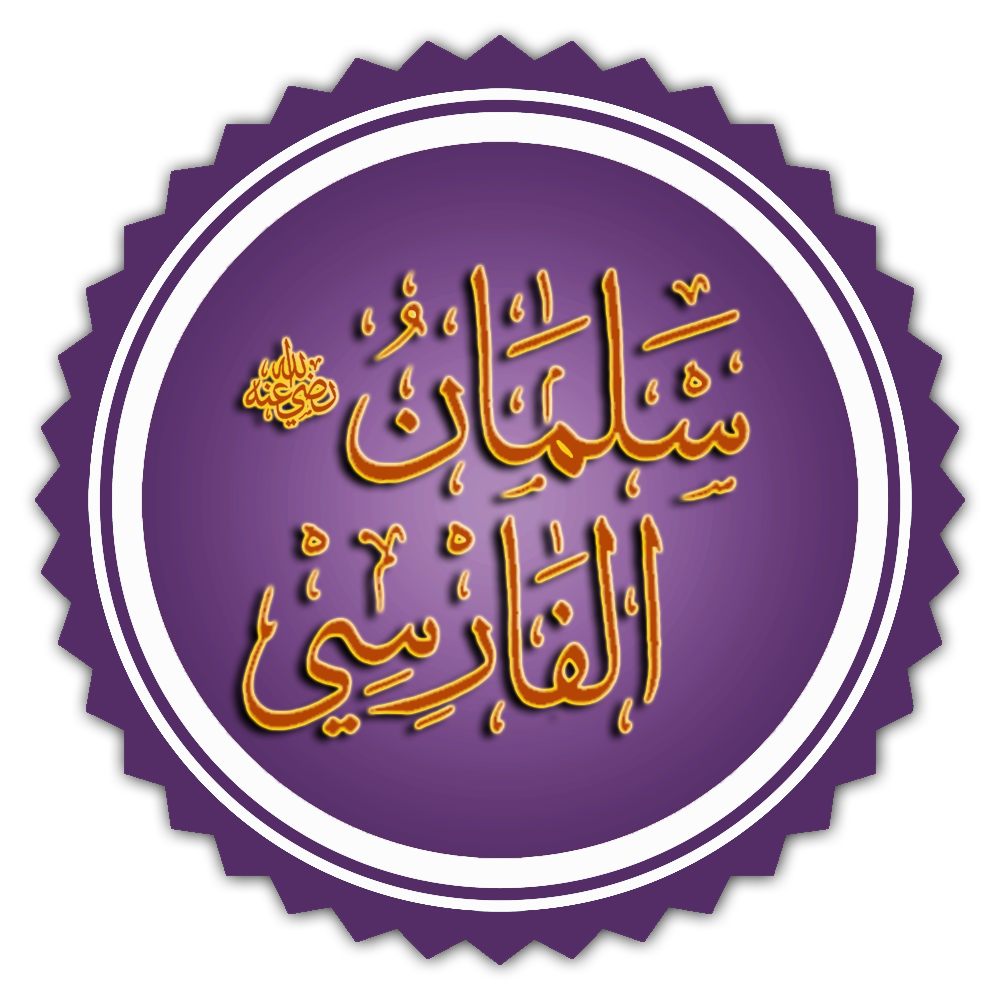

Salmã, o Persa (em persa: سلمان فارسی; romaniz.: Salman e-Farsi; em árabe: سلمان الفارسي; romaniz.: Salman al-Farsi) foi um dos sahaba (ou "companheiros") do profeta Maomé, e uma figura importante na história do islamismo.
Durante alguns de seus encontros posteriores com os outros dos sahaba foi chamado de Abu Abedalá ("Pai de Abedalá").

## Biografia
Salmã, o Persa nasceu com o nome persa de Rouzbeh, na cidade de Kazerun, situada na atual província de Pérsis, no Irã. Salmã teria sido um dos inventores da ideia de construir o fosso, na Batalha da Trincheira. Enquanto algumas fontes o agrupam com os muhajirun, imigrantes de Meca que teriam seguido a Hégira de Maomé, rumo a Medina, outras fontes narram que durante esta batalha um destes muhajirun teria afirmado que Salmã era um deles, ao que foi questionado pelos muçulmanos de Medina (ansar); seguiu-se uma discussão entre os dois grupos, cada um afirmando que Salmã pertencia aos seus, até que Maomé chegou e presenciou o conflito. Intrigado com as alegações, logo pôs um fim à discussão ao dizer: "Salmã não é nem muhajir nem ansar; ele é um de nós. Ele é uma das "pessoas da Casa" (ahl al-Bayt)."
De acordo com os muçulmanos sunitas, Salmã teria jurado lealdade a Abacar, juntamente com Ali por um período de seis meses depois da morte de Maomé. De acordo com os xiitas, Salmã teria dado sua lealdade apenas a Ali, ao se tornar um dos seus xiitas.
Salmã, o Persa morreu durante o reinado do terceiro califa, Otomão. Existe alguma controvérsia a respeito de sua idade ao morrer; foi enterrado na antiga cidade de Ctesifonte, no atual Iraque. Embora hoje em dia a cidade só exista na forma de ruínas, ainda existe uma aldeia nas proximidades chamada Salman Pak.

## Legado
Eu sou Salmã, o filho do islã, dos filhos de Adão."— Salmã, o Persa
O memorial erguido em sua honra foi atacado em 26 de fevereiro de 2006, e parece ter sido destruído na violência que se seguiu à destruição da Mesquita de Al-Askari. Uma sepultura sua também é exibida em Lida, na Palestina, dentro do bairro moderno chamado Ramat Eshkol.
Traduziu parte do Corão para o persa, tornando-se assim a primeira pessoa a interpretar as escrituras sagradas do islamismo para um idioma estrangeiro.

### No xiismo e no sufismo
Os xiitas têm uma visão muito favorável de Salmã. É mencionado num dos hádices, que aborda o xiita perfeito.
Já os sufistas também o vêem de maneira favorável; para as ordens Oveyssi-Shahmaghsoudi e Naqshbandi, Salmã é a terceira pessoa na corrente espiritual que liga os devotos a Maomé.